# Космос-2 (ракета-носитель)
«Ко́смос-2 (11К63)» — двухступенчатая одноразовая ракета-носитель космического назначения малого класса, предназначенная для выведения малых автоматических космических аппаратов (КА) на эллиптические и круговые околоземные орбиты. Масса полезной нагрузки до 450 кг.

## История создания
Проектно-поисковые работы по созданию ракеты-носителя для запуска спутников на базе боевой ракеты Р-12 начались еще в январе-марте 1957 г. К апрелю 1960 г. в ОКБ-586 (сейчас ГКБ «Южное») был разработан эскизный проект ракеты-носителя 63С1, а 8 августа подписано постановление ЦК КПСС и СМ СССР «О создании ракеты-носителя 63С1 на базе боевой ракеты Р-12, разработке и запуске 10 малых ИСЗ». В соответствии с указанным Постановлением, а также решениями ВПК при Президиуме СМ СССР от 28.12.1960 г. № 191 и от 15.09.1961 г. № 157 были начаты разработка и изготовление малых ИСЗ военного назначения. В 4-м НИИ Министерства обороны в 1961 году был выпущен эскизный проект «Разработка и создание комплекса средств изменения и управления для обеспечения лётно-конструкторских испытаний комплекса 63С1, запуска малых искусственных спутников Земли („МС“) и комплекса 65С3 на базе изделия 8К65». Разработка ракеты поручалась ОКБ-586. Для запусков будущей РН на полигоне в Капустином Яре была построена экспериментальная шахтная пусковая установка (ШПУ) «Маяк-2».

### Космос (63С1)
Для запусков космических аппаратов конструкция Р-12 была доработана: введена вторая ступень, коническая часть топливного отсека базовой ракеты была заменена на цилиндрическую, приборный отсек размещён на ускорителе второй ступени, введены также теплозащитный экран, установленный на верхней части корпуса ускорителя первой ступени, ферма между первой и второй ступенями.
Вторая ступень была оснащена РД-119 (8Д710), который работал на компонентах топлива жидкий кислород и несимметричный диметилгидразин. В то время это был наиболее совершенный по энергетическим характеристикам двигатель.
В качестве органов управления движением второй ступени служили три пары неподвижных рулевых сопел, снабженных газораспределителем с электроприводами. В составе второй ступени находились также приборный отсек с системой управления. Кроме того, в её состав входили: ферма-шасси для установки полезного груза, космический аппарат, цилиндро-конический головной обтекатель, телеметрическая аппаратура с локальным коммутатором, преобразователями и антенно-фидерным устройством, система энергопитания, система сброса головного обтекателя, элементы узлов отделения космического аппарата от блока ускорителя ступени, бортовая кабельная сеть.
В сентябре 1961 года разработка носителя 63С1 вышла на стадию натурных испытаний. Первый пуск с КА «ДС-1» был произведён 27 октября 1961 года, но был аварийным. Произошёл отказ одного из приборов системы регулирования скорости вследствие вибраций на шахтном участке полёта. В результате вторая ступень со спутником упали в 385 км от старта. Отказ произошёл из-за угловых колебаний ракеты с колебанием топлива в баках вследствие неправильно выбранных параметров стабилизации. Старт 21 декабря также была авария — на отметке 353,8 сек от старта произошло преждевременное выключение двигателя второй ступени вследствие выработки горючего.
Первый успешный пуск осуществлён 16 марта 1962 года — ракета 63С1 № 6 ЛК вывела на расчётную орбиту КА ДС-2 № 1. Выведенный на орбиту КА получил название «Космос-1», став первым представителем огромного семейства разнообразных космических аппаратов, запуски которых под этим названием продолжаются и в настоящее время. Первая серия пусков (37 ракет) произведена из существующих ШПУ ракеты Р-12У (8К63У) на космодроме Капустин Яр (4-й Государственный центральный полигон). Опытная партия ракет 63С1 показала несомненную полезность выведенных ими на орбиты малых и средних ИСЗ. Также в процессе пусков велась лётная отработка ракеты, в процессе которой улучшалась конструкция, совершенствовались системы и агрегаты, уточнялись характеристики различных систем.
По итогам успешной эксплуатации ракеты-носителя 63С1 на заседании военно-промышленной комиссии 9 июля 1962 года было принято решение № 85 поручить Министерству Обороны СССР составить технические требования на разработку комплекса 63С1М (11К63) на базе 63С1 для запусков малых ИСЗ военного назначения. Комплекс имел шифр «Радуга». В ноябре 1962 года принимается решение об организации серийного изготовления второй ракеты-носителя СССР и создании для неё стационарного открытого старта с башней обслуживания.

### Космос-2 (11К63)
В 1964 г. РН 11К63 была принята в эксплуатацию Министерством обороны СССР. Авторский надзор за эксплуатацией РН осуществляло ПО «Полёт» (г. Омск), которому к этому времени была передана вся конструкторская документация по РН. Изготовление ракеты 11К63 поручалось Пермскому машиностроительному заводу № 172. В мае 1967 года комплекс К11К63 был принят на вооружение с ракетой 63С1 (получившей индекс 11К63 и наименование «Космос-2»), специально построенным наземным стартовым комплексом «Радуга» (11П863) на площадке № 133 космодрома Плесецк, который был разработан КБ транспортного машиностроения (первый пуск с этого комплекса состоялся 16 марта 1967 года. Последний — 18 июня 1977.), и юстировочным КА ДС-П1-10, разработанным КБ «Южное» в интересах системы ПРО. 11К63а стала первой советской массовой РН, изготавливаемой серийно и принятой на вооружение в составе космического ракетного комплекса «Радуга». Также ракета 11К63 в тот момент стала первой и единственной отечественной РН, на которой был реализован «вертикальный» способ сборки ступеней ракеты непосредственно в шахтной пусковой установке. В других странах «вертикальная сборка ракеты» используется практически повсеместно.
11К63 (63С1) относится к РН легкого класса и предназначалась для запуска КА на низкие околоземные орбиты. Длина ракеты — 30 метров, диаметр составляет 1,652 метра, а стартовая масса — 49400 кг. Первой ступенью ракеты служила модифицированная баллистическая ракета Р-12У, на второй использовался специально разработанный маршевый двигатель РД-119 на жидком кислороде и НДМГ. Такое сочетание позволило получить более высокий удельный импульс, чем при использовании керосина, но создало неудобства в обслуживании и запуске ракеты. Такая ракета заправлялась шестью разными жидкостями — основное горючее первой ступени ТМ-185, пусковое горючее ТГ-02, азотнокислотный окислитель АК-27И, пероксид водорода, горючее второй ступени — ядовитый НДМГ и окислитель второй ступени — ЖК. Другим недостатком ракеты была невозможность вывода спутников на средневысотные круговые орбиты, что требовало повторного включения двигателя второй ступени, или возможности его длительной работы в режиме малой тяги.
Двигатель запускается поджигом порохового заряда газогенератора, раскручивающего турбину насосов. Двигатель разработан ОКБ-456 (ныне ОАО «НПО Энергомаш»). Автономная система управления разработана ОКБ-692 (ныне ОАО «Хартрон» в г. Харьков, Украина)
Всего было произведено 165 пусков РН (37 запусков 63С1 и 128 — 11К63), из них 143 успешных. С помощью РН «Космос» запускались ИСЗ серий «Космос» (с 16.03.1962 г.) и «Интеркосмос» (с 14.10.1969 г.).
18 июня 1977 г., состоялся последний пуск ракеты-носителя серии «Космос» на основе БРСД Р-12. Далее под наименованием «Космос» летали только ракеты-носители, разработанные на основе ракеты Р-14